# Gyergyóbékás
Gyergyóbékás falu Romániában, Neamț megyében. Számos térképeken tévesen felcserélik Almásmezővel. 

## Fekvése
Gyergyóbékás a Békás-szoros alsó kijáratánál található.

## Népessége
1910-ben Gyergyóbékásnak a szomszédos Almásmezővel együtt 7133 lakosa volt, melyből 495 magyar, 77 német, 6559 román volt. Ebből 365 római katolikus, 6572 görögkatolikus, 17 izraelita volt.
A település ma Neamț megyéhez tartozik. 2002-ben 4219 román, 8 magyar, 3 egyéb nemzetiségű lakosa volt.

## Forrás
- Hetzmann Róbert: Kirándulás a Békás elfeledett völgyébe